# الغواصة الألمانية يو-1102
غواصة يو-1102 غواصة يو بوت ألمانية من غواصة الفئة السابعة سي بنيت لسلاح بحرية ألمانيا النازية كريغسمارينه، في أحواض نورد سي ويرك خلال الحرب العالمية الثانية.

## التصميم
تم وضع يو-1102 في 16 أبريل 1943 في حوض بناء السفن نورد سي ويرك في إمدن، ألمانيا. تم إطلاقها في 15 يناير 1944 وتم تكليفها في 22 فبراير 1944 تحت قيادة الملازم الأول البحري برنارد شوارتنج.

مخطط لغواصة من النوع VIIC يو-بوت

عندما تم الانتهاء من الغواصة، كان طولها 67.10 متر، وعرضها يبلغ 6.18 متر، وارتفاع 9.60 متر، وغاطس 4.74 متر. تم تقييم وزنها مغمورة عند 864.7 طن (851 طناً طويلاً). وتم تشغيل الغواصة بواسطة محركي ديزل من نوع فريدريش إف-46 (Germaniawerft F46)، رباعي الأشواط، وبست أسطوانات، ينتج ما مجموعه 2800 إلى 3200 حصان متري، للاستخدام أثناء الظهور على السطح، واثنين من محركات إس إس دبليو - جي يو 343 / 38-8 الكهربائية المزدوجة المفعول، والتي تنتج ما مجموعه 750 حصانًا متريًا (550 كيلو واط، 740 حصانًا) للاستخدام أثناء الغمر. كان لدى الغواصة عمودان ومراوح بطول 1.23 متر. وكانت الغواصة قادرة على العمل على أعماق تصل إلى 230 متر، وبسرعة سطحية قصوى تبلغ 17.6 عقدة (32.6 كم / ساعة ؛ 20.3 ميل في الساعة) وسرعة غاطسة قصوى تبلغ 7.5 عقدة (13.9 كم / ساعة ؛ 8.6 ميلا في الساعة). عند غمرها، يمكن أن يعمل قارب يو لمسافة 80 ميلًا بحريًا (150 كم ؛ 92 ميلًا) بسرعة 4 عقدة (7.4 كم / ساعة ؛ 4.6 ميل في الساعة) وعند ظهورها على السطح، يمكنها السفر 8500 ميل بحري (15700 كم ؛ 9800 ميل) بسرعة 10 عقدة (19 كم / ساعة ؛ 12 ميل في الساعة).
تم تجهيز الغواصة بخمسة أنابيب طوربيد مقاس 53.3 سم أربعة منها مثبتة في القوس وواحد في المؤخرة، وتم تجهيزها أيضاً بأربعة عشر طوربيداً، ومدفع سطح السفينة 8.8 سم (220 طلقة)، ومدفع 3.7 سم فلاك إم-42، ومدفعان مزدوجان 2 سم سي/30 مضاد للطائرات. ويتكون طاقم الغواصة من 44 إلى 57 فرد.

## تاريخ الخدمة
تم استخدام يو-1102 كسفينة تدريب في أسطول اليو-بوت الثامن (8th U-boat Flotilla) من 22 فبراير 1944 حتى 12 مايو 1944.
وفي 24 مارس 1944، غرقت غواصة يو خلال حادث غوص في مرفأ قاعدة الـيو-بوت في بالتييسك (بالالمانية:بيلو). فُقد اثنان من أفراد الطاقم في الحادث وتم رفع الـ يو-1102 وإخراجها من الخدمة في 12 مايو 1944. تم إحضارها إلى غدانسك للإصلاحات، وعادت إلى الخدمة كقارب مدرسي في 15 أغسطس 1944 تحت قيادة قائد جديد، الملازم الاول البحري اروين سيل.

## المصير
استسلمت الـ يو-1102 في 13 مايو 1945 في خليج هوهواخت بألمانيا لقوات الحلفاء. تم نقل الغواصة إلى فيلهلمسهافن عبر كيل، ثم تم نقلها إلى بحيرة لوخ رايان في 23 يونيو 1945. وبقيت في بحيرة لوخ رايان حتى غرقها في عملية الموتى في 21 ديسمبر 1945، عندما تم سحبها إلى البحر من قبل المدمرة البريطانية إتش إم إس زيتلاند.
تم اغراق الـ يو-1102 في الساعة 15:05 يوم 21 ديسمبر 1945 في شمال المحيط الأطلسي، في الجهة الشمالية الغربية، قبالة السواحل الأيرلندايه، بنيران مدافع بحرية من المدمرة البولندية ORP Piorun، والمدمرتان البريطانيتان اون-سلات، وزيتلاند، والمركبة الشراعية البريطانية فوي.

## حطام الغواصة
يقبع حطام الغواصة في 56°04′N 09°35′W على عمق 250 – 295 متر.